# Hotaheiti
Hotaheiti (andra stavningar förekommer) används i Sverige för att beteckna en mycket avlägsen plats. Namnet kommer från ett äldre namn på Tahiti, Otaheiti. I Sverige finns många liknande metaforiska ortnamn som syftar på avlägsna platser.
En variant av Hotaheiti är Tjotahejti (andra stavningar förekommer), som även kan betyda toalettinrättning.